# ميناء قرقارش
1. تحويلةقرقارش